# 筑波久子
筑波 久子（つくば ひさこ、1939年11月6日 - ）は、日本の元女優で、アメリカ合衆国の映画プロデューサーである。
アメリカ合衆国での別名はチャコ・ヴァン・リューウェン (Chako van Leeuwen)。

## 来歴・人物
茨城県多賀郡大津町（現・北茨城市大津町）五浦出身。父・弥一郎、母・ハツの間に4人兄妹の末っ子として生まれる。 兄が2人、姉が1人いる。父は地元大手の旅館「五浦観光ホテル」と映画館を経営していた。旅館の女将であった母親に溺愛され、母を憧れにして育つ。小・中学校は地元の大津小学校、常北中学校に通った。中学時代は生徒会長を務め、トップ成績で慶應義塾女子高等学校に進学。

### 日活へ
慶應義塾女子高校では演劇部に所属、幼い頃に映画関係者にスカウトされたこともあり、両親に無断で日活のオーディションを受けトップ合格。娘の芸能界入りに、母親は賛成したが厳格な父親は猛反対。「駄目なら高校もやめる」としてついに父親が根負け、日活第3期ニューフェイスとして日活に入社。同期に二谷英明、小林旭がいる。
高校卒業後は慶應義塾大学法学部政治学科に進学するが、仕事が忙しくなり中退。
1957年（昭和32年）、『肉体の反抗』が大ヒット、筑波の身体を張った演技が話題となり、筑波主演の「肉体シリーズ」が日活のドル箱となる。
新人賞を受賞し、仕事には恵まれたが、もともと体があまり丈夫でなく、一本撮り終えるごとに2週間の入院静養を余儀なくされ、初恋の男性の急逝もあって酒浸りとなる。また「肉体派女優」というレッテルを私生活にまで貼られ、心身疲労。ついに虫垂破裂で横浜のレストランで倒れ、緊急入院。きわどい瀬戸際だったといい、「救われた命だから生活を一から変えよう」と決意、これを機に渡米を考える。

### 米国へ
1963年（昭和38年）、人気絶頂の中、24歳で突如芸能界を引退、渡米してコロンビア大学に語学入学。
27歳の時に、遠距離恋愛を経て3歳年下のマシュー・ヴァン・リューエンと結婚。カリフォルニアに新居を構えるが、映画への思いは捨てられず、カリフォルニア大学の脚本コースに進む。
1967年（昭和42年）、長男キースを出産。
1966年（昭和41年）及び1968年（昭和43年）に一時帰国し、東映の映画などに出演。その後はアメリカに定住。
当時米国は泥沼化するベトナム戦争のさなかにあり、知人にも戦死者がいた。筑波は退廃的な生活を送る若者たちを題材にしたドキュメンタリー映画『若いアメリカ人たち』を撮る。
1973年（昭和48年）、第2作目作品『Tender Loving Care』が大物プロデューサーロジャー・コーマンに認められ、「チャコ・ヴァン・リューウェン」名義で全米配給。「彼女の作品を試写室で見てショックを受けた。キャリアの浅いチャコが作ったのが信じられなかった、それくらいクオリティの高い作品に仕上がっていた」（コーマン談）
1978年（昭和53年）、ジョー・ダンテを監督に抜擢して、1億円の低予算で製作したパニック映画『ピラニア』が、興収40億円の大ヒット。ハリウッドの大物プロデューサーとなった。
1981年（昭和56年）、『ピラニア』のリメイク作品『殺人魚フライングキラー』の監督に、当時無名で駆け出しの28歳、ジェームズ・キャメロンを抜擢。
1986年（昭和61年）、旧ソ連でチェルノブイリ原発事故が起こり、感受性の強い一人息子のキースが世を儚んで拳銃自殺を図る。筑波は一時このショックから精神不安定となり、自殺を試みたこともあったという。
2013年（平成24年）春、息子の思いを支えに、東日本大震災からの復興、自殺防止、高齢者・若者の支援を目的とする団体「ファミリー・グループ」を日本で組織。政治活動も行っている。

## 主な受賞歴
- 1957年 日本映画製作者協会新人賞（現・エランドール新人賞）
- 2008年度（第18回） 日本映画批評家大賞  ゴールデン・グローリー賞[9]
  - 授賞式は2009年4月23日に東京の品川プリンスホテルで開催され、筑波も出席した。

## 出演

### 映画
- 『復讐は誰がやる』 （1957年、日活） - 恵美子
- 『街燈』 （1957年、日活） - ゆり
- 『マダム』 （1957年、日活） - けい子
- 『肉体の反抗』 （1957年、日活） - 吉行英子
- 『殺したのは誰だ』 （1957年、日活） - 道子
- 『狂った関係』 （1957年、日活） - 福島笙子
- 『肉体の悪夢』 （1957年、日活） - 石川芙美
- 『燃える肉体』 （1957年、日活） - 稲葉比沙子
- 『乳房と銃弾』 （1958年、日活） - 三笠ゆり
- 『春泥尼』 （1958年、日活） - 春泥尼
- 『悪魔の爪痕』（1958年、日活） - 女給洋子
- 『死の壁の脱出』 （1958年、日活） - 三浦恵子
- 『地獄の罠』 （1958年、日活） - 新勢以子
- 『裸身の聖女』 （1958年、日活） - イザベル比佐子
- 『海女の岩礁』 （1958年、日活） - 並木雅枝
- 『都会の怒号』 （1958年、日活） - 水原恵子
- 『忘れ得ぬ人』 （1958年、日活） - 香椎美也子
- 『不道徳教育講座』 （1959年、日活） - 京子
- 『らぶれたあ』 （1959年、日活） - 梢
- 『仮面の女』 （1959年、日活） - 辻亜美子
- 『傷つける野獣』 （1959年、日活） - 佐藤芳子
- 『夜霧に消えたチャコ』 （1959年、日活） - 広瀬久子
- 『暗黒の旅券』 （1959年、日活） - 大月香代子
- 『非情な銃弾』 （1959年、日活） - 雪江
- 『海の罠』 （1959年、日活） - 森麗子
- 『0番街の狼』 （1959年、日活） - アイリン・利根
- 『海底から来た女』 （1959年、日活） - 少女
- 『昼下りの暴力』 （1959年、日活） - 澄子
- 『トップ屋取材帖 悪魔のためいき』 （1960年、日活） - 本郷朱実
- 『刑事物語 殺人者を挙げろ』 （1960年、日活） - マリ
- 『影のない妖婦』 （1960年、日活） - 千代
- 『海から来た流れ者』 （1960年、日活） - 佐伯ルミ
- 『君は狙われている』 （1960年、日活） - 松浦エミ
- 『俺は銀座の騎兵隊』 （1960年、日活） - クラブ「赤い馬」のダンサー（洋舞）
- 『ヒマラヤ無宿 心臓破りの野郎ども』 （1961年、ニュー東映） - ジーナ・カトマンズ
- 『次郎長社長よさこい道中』（1961年、ニュー東映） - 花千代
- 『男の銘柄』 （1961年、大映東京） - 志村里枝
- 『花影』 （1961年、東京映画） - 亜矢子
- 『八人目の敵』 （1961年、東映東京） - 久保圭子、笹尾ルリ
- 『アワモリ君西へ行く』 （1961年、宝塚映画） - 芳子
- 『大吉ぼんのう鏡』 （1962年、シナリオ文芸協会） - 秀玉尼
- 『新婚シリーズ 月給日は嫌い』 （1962年、東映東京） - 中井絹子
- 最初が肝心 （1962年、東映東京） - 中井絹子
- 黄門社長漫遊記 （1962年、東映東京） - 吉田仙子
- きさらぎ無双剣 （1962年、東映京都） - おえり
- 雲の上団五郎一座 （1962年、宝塚映画） - 浅山道子
- 丹下左膳 乾雲坤竜の巻 （1962年、東映京都） - 千鳥
- 向う見ずの喧嘩笠 （1962年、東映京都） - おみよ
- 伝七捕物帖 影のない男 （1962年、東映京都） - お俊
- まぼろし天狗 （1962年、東映京都） - おみね
- がんこ親父と江戸っ子社員 （1962年、東映東京） - 鰯田鮎子
- 東京アンタッチャブル （1962年、東映東京） - サリイ・南
- カレーライス （1962年、東映東京） - ゆみ子
- 遊民街の銃弾 （1962年、東映東京） - 春子
- 恐怖の魔女 （1962年、東映東京） - 鈴村和子
- 裏切者は地獄だぜ （1962年、東映東京） - 波子
- 暴力街 （1963年、東映東京） - 緑川亜矢子
- 柔道一代 （1963年、東映） - 与那嶺ミキ
- 特別機動捜査隊 東京駅に張り込め （1963年、東映） - 野沢町子
- 浅草の侠客 （1963年、東映東京） - 青木ヒカル
- 残月大川流し （1963年、東映京都） - お祭りおもん
- ジェリーの森の石松 （1963年、東映京都） - ひまわり太夫
- 毒ある愛撫 （1963年、Gプロファースト･フィルム）
- わが恐喝の人生 （1963年、東映東京） - 村岡真紀
- 図々しい奴（1964年1月15日／東映） - キリ子
- この道赤信号 （1964年、ワールド･プロ） - 佐和子
- The Love Statue （1965年、アメリカ） - Mashiko（マシコ）
- 黄金バット （1966年、東映東京） - 秋山ナオミ
- 男なんてなにさ （1967年、東映東京） - 奈美

### テレビドラマ
- ミステリー　影（NETテレビ〔現・テレビ朝日〕）
  - 「沢蟹」（1960年）－ 斎田久子
- 慎太郎ミステリー 暗闇の声（KRテレビ〔現・TBSテレビ〕）
  - 「殺し屋」（1960年）－ ユキ
- 三人の刑事（フジテレビ）
  - 「虚飾の女」（1960年）
- 怪獣マリンコング（1960年、フジテレビ）
  - 第2部「マリンコングの大逆襲」－ 高宮比佐子、くれない天使
- 夫婦百景（日本テレビ）
  - 第115回「新婚てさぐり夫婦」（1960年）－ 由紀
- お笑い三人組（NHK）
  - 「予防注射の巻」（1960年）- 女医
- 人生うらおもて（日本テレビ）
  - 第2回「愛情診断簿」（1960年）
  - 第35回「なみだ茶漬け」（1961年）
- 大学は花ざかり（1960 - 1961年、NETテレビ〔現・テレビ朝日〕）
- お嬢さん奮闘記（1960 - 1961年、KRテレビ〔現・TBSテレビ〕）
- おかあさん 第2シリーズ（KRテレビ〔現・TBSテレビ〕）
  - 第59回「造花の季節」（1960年）－ よよ子
- 魔神ガロン（1961年、パイロット版）
- 西鶴物語（NETテレビ〔現・テレビ朝日〕）
  - 第12回「長持の行方」（1961年）
- 人生の四季（日本テレビ）
  - 第54回「松茸山考」（1962年）－ おこん
- ミステリーベスト21（NETテレビ〔現・テレビ朝日〕）
  - 「期待となづける」（1962年）
- 東芝日曜劇場
  - 「姫御前村の災難」（1962年、毎日放送）
- 特別機動捜査隊（NETテレビ〔現・テレビ朝日〕）
  - 第83回「はみ出した青春」（1963年）
  - 第375回「鶏はふたたび鳴く」（1969年）
- 特命捜査室（1969年、フジテレビ）
  - 第3回「真紅のプールサイド」

### その他テレビ
- ワンダフルクイズ（1961年、日本テレビ）
- 風のいたずら（1961年、東京テレビ〔現・TBSテレビ〕）
- 奥さま寄席（1968年、読売テレビ）
- ナイトショー（1971年、フジテレビ）
- 3時のあなた（1971年、フジテレビ）
- 日曜ビッグスペシャル「大転身!!あの有名人は今…」（2000年、テレビ東京系）[10]
- 爆報! THE フライデー（2015年、TBS系）[10]

### 舞台
- 三波春夫ショウ－忠治流転笠－（1960年9月、日本劇場）
- コマ爆笑ミュージカル（1960年10月、新宿コマ劇場）
  - ロッパの新版ガラマサどん　－ キャバレーの歌手
  - 秋のパレード　－ 若い女
  - マゲモノ・ミュージカル　灰神楽道中 － まりりん亭お紋
- チャーミングな真夜中（1963年6月、大阪OSミュージックホール）
- 城卓矢ショー（1967年1～2月、日本劇場）

## ディスコグラフィー

### シングル
- 私を捨てないで（1957年12月、日本マーキュリー）
- 海女の岩礁（1958年8月、ビクター）

## 監督・プロデュース
チャコ・ヴァン・リューウェン名義で活動。

### 映画
- 『若いアメリカ人』-　監督
- ヘイ・ベイビー THE SEX LIFE （1971年、筑波コーポレーション） - 監督・ナレーション・主演
- Tender Loving Care (1973年)
- ピラニア Piranha (1978年)
- ママ、泣かないで Forever and Beyond (1981年)
- 殺人魚フライングキラー Piranha Part Two: The Spawning (1981年)
- スピリット・オブ・ファイヤー/邪教都市 Raging Angels (1995年)
- ピラニア3D Piranha 3D (2010年)
- ピラニア リターンズ Piranha 3DD (2012年)

### テレビ
- ザ・ピラニア/殺戮生命体 Piranha（1995年）

## 関連人物
- ロジャー・コーマン
- ジョー・ダンテ
- ジェームズ・キャメロン

## 関連図書
筑波久子「わが青春に悔あり　悩殺女優の自分史『罪と愛の告解室』」（『新潮45』1992年9～11月号、1993年8～11月号）